# Sharpshooter

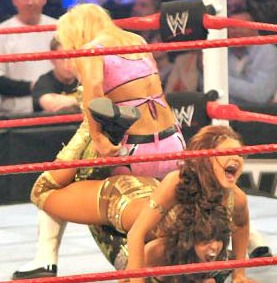
Natalya utilisant le Sharpshooter sur Eve Torres et Layla

Le Sharpshooter (« tireur d'élite »), aussi connu sous le nom de Scorpion Deathlock (« clé mortelle du scorpion »), Scorpion Hold ou Sasori-gatame (« prise du scorpion ») au Japon, est une prise de catch. Le premier Sharpshooter fut exécuté par le catcheur japonais Riki Chōshū ; il l'a alors nommée Sasori-gatame car la prise fait penser à une queue de scorpion. 
L'adversaire est d'abord au sol sur le dos, l'attaquant attrape les jambes de son adversaire et les croise sur une de ses jambes, puis l'attaquant effectue une rotation pour que son adversaire soit à plat-ventre, provoquant une douleur au dos, aux cuisses et aux tibias,. C'est à l'origine une variante du Boston crab.
Bret Hart, Sting,, Chris Benoit, Dean Malenko, Petey Williams et Riki Chōshū utilisent cette prise comme prise de finition, et faisait partie des prises favorites de The Rock. 
Shawn Michaels l'a utilisé occasionnellement (notamment contre Bret Hart, lors du Montréal Screwjob), ainsi que Triple H. Edge, qui nomme le mouvement Edgecator, s'en sert également parfois comme prise de finition ainsi que Natalya. Cette prise est effectuée actuellement par Tyson Kidd et Antonio Cesaro.

## Variantes
Full Sharpshooter
Un full sharpshooter est un sharpshooter déformé qui consiste à croiser les jambes de l'adversaire sur le ventre, puis prendre les bras de l'adversaire et pivoter sur le côté en forçant sur ses bras. Ceci est le nouveau finisher soumission de Natalya. Elle l'a effectué sur Kelly Kelly le 1er octobre 2011 à SmackDown.